# Staff Benda Bilili
Staff Benda Bilili is een band uit Congo-Kinshasa, bestaande uit straatmuzikanten met een handicap. De groep komt uit de krottenwijken van Kinshasa.
De 55-jarige Ricky Likabu startte de band en is nog steeds de energieke leider die de groep bij elkaar houdt. Hij adopteerde de 17-jarige Roger Landu die ook in de band speelt. Roger maakte zijn eigen instrument dat hij de satongé noemde. Dit is een soort eensnarige gitaar gemaakt van een metalen blik en een houten boog. Organologisch beschouwd is het instrument een verkleinde variant van een Washtub bass.
In 2009 kwam Staff Benda Bilili met haar debuutalbum. Dit album werd geproduceerd door Vincent Kenis en werd opgenomen in de buitenlucht. De band kreeg internationaal veel belangstelling en ging op tournee door Afrika, de Verenigde Staten en Europa, waarbij ze onder meer Le Guess Who? (2009), Clandestino Festival (2010) en Lowlands (2010) aandeden. Het succes werd versterkt door de documentaire Benda Bilili! die in mei 2010 uitkwam en onder meer werd geselecteerd om getoond te worden op het Filmfestival van Cannes in dat jaar. 
Begin 2013 maakte de Britse krant The Guardian bekend dat de band in de problemen zat. Bandleden Coco Ngambali en Théo Ntsituvuidi bleken te zijn gestopt en een aantal optredens waren gecanceld. Eind 2013 kwam de band echter terug met een aantal nieuwe leden. In het najaar van dat jaar werden een aantal optredens gegeven in Europa, evenals in de zomer van 2014. Onder andere Paradiso in Amsterdam werd aangedaan. 

## Discografie

### Albums
Très Très Fort (2009)
Bouger Le Monde (2012)

## Hitnotering
| Album met eventuele hitnotering(en) in de Nederlandse Album Top 100 | Datum van verschijnen | Datum van binnenkomst | Hoogste positie | Aantal weken | Opmerkingen |
| ------------------------------------------------------------------- | --------------------- | --------------------- | --------------- | ------------ | ----------- |
| Très Très Fort                                                      | 13-03-2009            | 28-08-2010            | 67              | 2*           |             |

| Album met hitnotering(en) in de Vlaamse Ultratop 200 albums | Datum van verschijnen | Datum van binnenkomst | Hoogste positie | Aantal weken | Opmerkingen |
| ----------------------------------------------------------- | --------------------- | --------------------- | --------------- | ------------ | ----------- |
| Bouger le monde                                             | 2012                  | 06-10-2012            | 168             | 1*           |             |

## Filmografie
- Benda Bilili! (2010)